# Kunihiko Ikuhara
Kunihiko Ikuhara (幾原 邦彦, Ikuhara Kunihiko) est un animateur et  artiste japonais, né le 21 décembre 1964  à Komatsushima dans la préfecture de Tokushima, au Japon.
Il est principalement connu pour avoir réalisé de nombreux épisodes de Sailor Moon.

## Biographie
Il est embauché chez Toei Animation entre 1986 et 1996, puis dirige un collectif d’artiste nommé « Be-Papas ».
Il a réalisé les épisodes 60 à 166 de Sailor Moon, écrit et réalisé Utena, la fillette révolutionnaire, Mawaru Penguindrum, Yuri Kuma Arashi et Sarazanmai.
Il serait parti aux États-Unis en 2001[source insuffisante].